# Jerneja vas
Jerneja vas – wieś w Słowenii, w gminie Črnomelj. W 2018 roku liczyła 63 mieszkańców.